# 豎琴蛙
豎琴蛙（Nidirana okinavana）為無尾目赤蛙科下的一員，分布於日本的石垣島、西表島。

## 描述
本種體型中等，體態圓胖。具有明顯的頜上腺，肩部至臀部之間有一皮膚皺褶。

## 分類學
本種的分類歷史相當混亂，常與琉球赤蛙互相混淆。奧斯卡·貝特格當時於琉球群島上描述了豎琴蛙，但因為該標本是由商人手中取得，無法指出確切的採集地，因此他假定該物種是在琉球群島中段的沖繩群島採集而得。但隨即有人質疑此一說法，因為研究者僅在琉球群島南段的八重山群島上發現類似貝特洛描述的物種，而在貝特格說的沖繩群島上則一無所獲。同時有人在沖繩群島上發現了一個類似日本林蛙的物種。但到後來，豎琴蛙逐漸成為專指沖繩群島物種，而八重山物種則被學界遺忘，或是被認為是另一物種。後來第二次世界大戰爆發，相關的研究中斷，有些學者甚至不認為八重山物種存在。
20世紀中葉，Inger便將在沖繩群島發現的這個物種，與八重山群島的物種合併，並相信這即是貝特格所描述的豎琴蛙（R. okinavana）。但Inger的此篇研究僅根據 Van Denburgh 的描述，未檢查過貝特格發表的模式標本，且從未研究沖繩群島上發現的這個物種。到了1970年代，生物學家逐漸意識到八重山物種與沖繩物種並非同一物種。八重山物種一開始被鑑定為腹斑蛙，但後來於1985年被描述為獨立新種 Rana psaltes 。1999年，在檢視貝特格取得的豎琴蛙選模標本之後，發現標本極度類似 R. psaltes ，且證明並非前人所指的沖繩物種。且同時也發現貝特格發表的另一物種艾氏樹蛙（Kurixalus eiffingeri）應來自於同一商人，亦即豎琴蛙及艾氏樹蛙的標本應該都來自於八重山群島，而非沖繩群島。因此 R. okinavana 與 R. psaltes 自此被視為同一物種，而根據国际动物命名法规（ICZN），將有效學名定為R. okinavana，而 R. psaltes 則成為該種的同物異名。
原先豎琴蛙被認為在台灣亦有分布，但研究發現台灣種群與豎琴蛙有許多差異，故獨立為新種並命名魚池琴蛙。

## 外部連結
- Kampira Falls frog photo. Retrieved 2008-FEB-02.
- Mating Ryūkyū Brown Frogs photo. Retrieved 2008-FEB-02.